# Smeringopus sambesicus
Smeringopus sambesicus är en spindelart som beskrevs av Kraus 1957. Smeringopus sambesicus ingår i släktet Smeringopus och familjen dallerspindlar. Inga underarter finns listade i Catalogue of Life.